# وليم كولنز (لاعب كريكت، 1848)
وليم كولنز (بالإنجليزية: William Collins)‏ (1848 - 7 يناير 1932)؛ روائي بريطاني. درس في كلية يسوع.

## روابط خارجية
- وليم كولنز على موقع إي آس بي آن كريك إنفو (الإنجليزية)